# Luigi Blau
Luigi Blau (* 3. Jänner 1945 in Mistelbach; † 20. August 2023) war ein österreichischer Architekt, Möbeldesigner und Ausstellungsgestalter. Er war mit der ehemaligen Burgtheaterdirektorin Karin Bergmann verheiratet.

## Ausbildung und Wirken
Blau studierte von 1966 bis 1973 Architektur an der Akademie der bildenden Künste in Wien und besuchte dort die Meisterklasse des renommierten Architekten Ernst A. Plischke.
Schon während seiner Ausbildung konzipierte er Möbel, Bauwerke und Inneneinrichtungen, die auch teilweise realisiert wurden. Anknüpfend an die Konzepte der klassischen Moderne, entwickelte er schon früh eine eigene Formensprache, die in seinen späteren Werken – trotz einiger Erweiterungen – wieder erkennbar wurde. Beeinflusst wurde er dabei insbesondere von seinem Lehrer Plischke, von Adolf Loos und Josef Frank, dem Mitbegründer des Österreichischen Werkbundes. Seit den 1980er Jahren lockerte er seine strengen, geraden und runden Formen bisweilen, vor allem bei seinen Möbelentwürfen, durch spielerische, postmodern inspirierte Details auf.
Blau wurde bald als einer der wichtigsten zeitgenössischen Architekten Österreichs betrachtet und gewann zahlreiche Ausschreibungen. Viele Jahre lang war er am Projekt der sogenannten Wiener Stadtmöblierung beteiligt; er entwarf und realisierte nicht nur Wohnhäuser, renovierte auf den jeweiligen Stil abgestimmte Geschäftshäuser, Kulturbauwerke und städtische Einrichtungen, sondern er gestaltete auch Plätze und Straßen, beispielsweise durch Telefonzellen, Straßenbahnwartehäuschen, Sitzbänke und Blumenkübel. Auch Abfallbehälter, Kleidercontainer, Kioske, ja sogar eine Toilettenanlage im Wiener Rathauspark, entstanden nach seinen Entwürfen.
Bis September 2005 gestaltete er einen Abschnitt der Fußgängerzone Favoritenstraße in Favoriten (10. Wiener Gemeindebezirk) neu. Auch in der Wiener Innenstadt finden sich an vielen Stellen Spuren seines Wirkens. Blau nahm keine großen Eingriffe in das gewachsene Stadtbild vor, setzte aber deutlich sichtbare Akzente, die das Alte harmonisch mit Elementen der Moderne verbinden.
Seit Ende der 1970er Jahre organisierte er mehrere Ausstellungen in Wiener Museen, zuletzt 2004 im Wien Museum Schiele & Roessler. Der Künstler und sein Förderer.
Für Blau ist eine Wohnung kein Kunstwerk. Er hält es jedoch für wesentlich, den Wohnraum sorgfältig und funktional zu gestalten, da er einen Teil der Kultur des Einzelnen darstelle und zur Kultivierung beitragen könne. In der Liste seiner Werke wird die Vielschichtigkeit seines von künstlerischer Intention getragenen Wirkens deutlich.

## Auszeichnungen
- 1993 Preis der Stadt Wien für Architektur

## Werke
- Tisch, Stahl und Glas, 1970

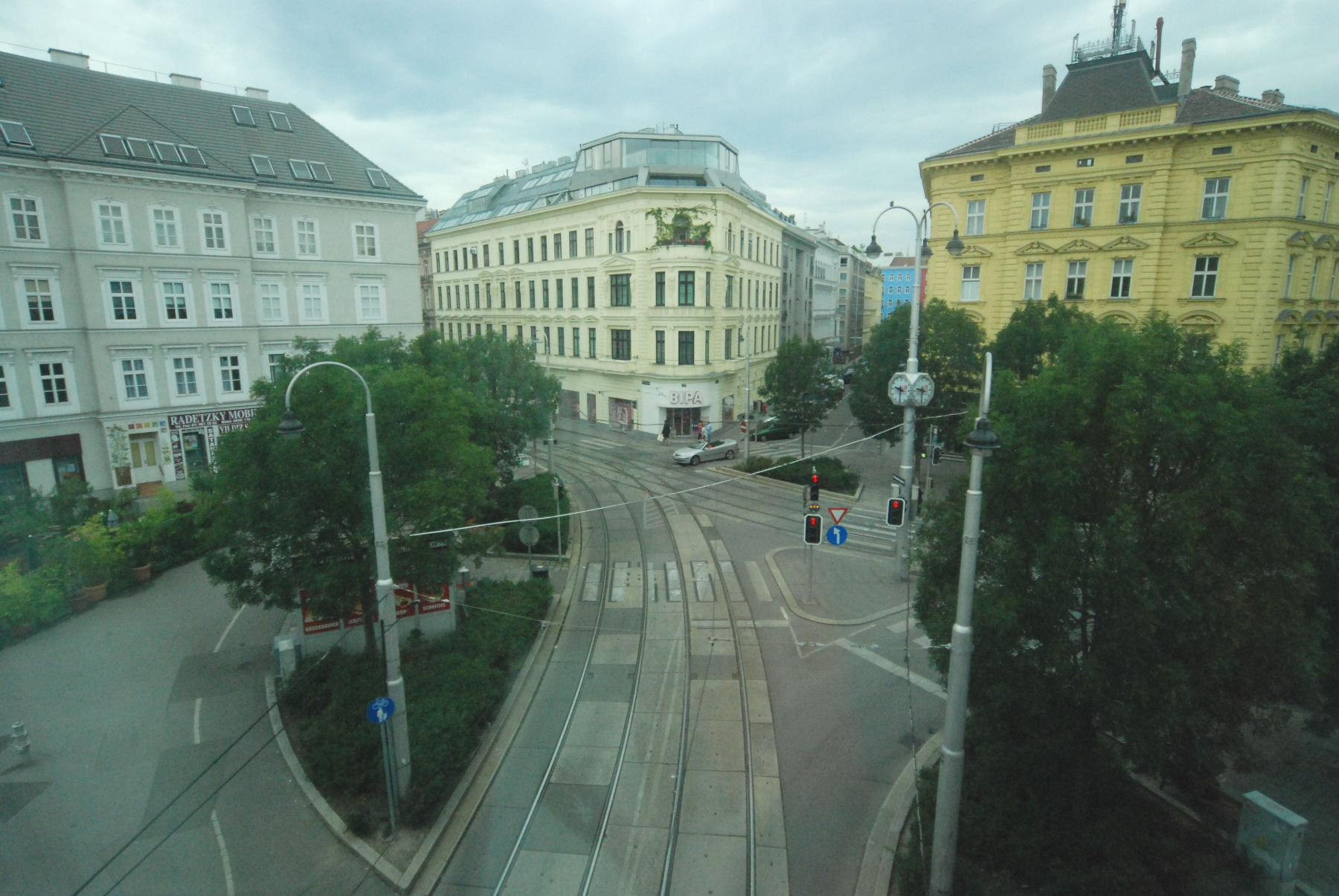
Radetzkyplatz, gestaltet von Luigi Blau (1995)

- Renovierung und Innenausstattung Galerie Klewan in Wien, 1970–1971
- Neubau und Einrichtung eines Wohnhauses in Zell am See, 1972–1973
- Funktionsmöbel für eine Arztpraxis, Wien, 1976
- Organisation der Ausstellung Die unbekannte Sammlung im Museum für angewandte Kunst (MAK), Wien, 1979
- Holzsessel (in Deutschland: Holzstuhl und Holzstuhl mit Leder), 1980. Ein rot gebeizter Holzsessel ist im Hofmobiliendepot, Möbel Museum Wien, ausgestellt.
- Umbau und Einrichtung eines Wohnhauses am Attersee, 1979–1981
- Renovierung und Innenausstattung von Demmers Teehaus, Wien 1., Mölker Bastei 5, 1981
- Fauteuil (in Deutschland: Sessel), 1984
- Zentralsparkasse, Filiale Radetzkyplatz, Wien-Landstraße, 1984[7]
- Künstlerische Realisierung der Ausstellung Zauber der Medusa. Europäische Manierismen im Künstlerhaus Wien, 1985–1987
- Stehlampe mit Tischchen, Hocker und Satztische
- Renovierung und Innenausstattung der Dorotheum-Filiale im 18. Wiener Gemeindebezirk, Währinger Straße 134, 1987–1988
- Künstlerische Realisierung der Ausstellung Merkur und die Museen über Leipzig, im Künstlerhaus Wien, 1988–1989
- Arbeiten im Rahmen der Stadtmöblierung, Wien, ab 1989, unter anderem, Warteunterstand (in Wien: Wartehäuschen) für Autobus- und Straßenbahnhaltestellen, Telefonzelle, Kiosk, Sitzbank, Altkleidercontainer, Abfallbehälter, Blumenbehälter, öffentliche Toilettenanlage (1., Rathauspark) u. a.
- Renovierung und Innenausstattung des Ende des 19. Jahrhunderts errichteten Theaters Ronacher, Wien, 1992–1993
- Renovierung und Innenausstattung der Café-Bar Lapinski, Wien, 1994–1995
- Neugestaltung des Kassenraums im Schloss Schönbrunn, Wien, 1994–1996
- Umgestaltung des Radetzkyplatzes (einzelne Vorplätze mit Grünflächen und Pflasterungen, zwei Haltestellenkaps), 1995[8]
- Neugestaltung des Siebenbrunnenplatzes im 5. Wiener Gemeindebezirk, 1997–1998
- Gestaltung und Innenausstattung der neuen Tourist-Info Wien des WienTourismus, 1., Tegetthoffstraße / Maysedergasse (Albertinaplatz), 1999–2000 (2014 von anderen Architekten neu gestaltet)
- Umbau des Eingangs und Innenausstattung des Restaurants im Burgtheater, Wien, 1999–2000
- Gestaltung des Bühneneingangs im Burgtheater, Wien, 2002
- Planung der Ausstellung Schiele & Roessler. Der Künstler und sein Förderer im Wien Museum, 2002–2004
- Mit Gabriele Kaiser, Friedrich Achleitner, Alessandro Alverà, Hermann Czech, Hubert Egger, Heinz Frank, Georg Friedler, Roland Hagemüller, Helmut Hemperl: Ernst Anton Plischke, Architekt und Lehrer, Salzburg 2003
- Neugestaltung der Fußgängerzone Favoritenstraße zwischen Columbusplatz und Südtiroler Platz im 10. Wiener Gemeindebezirk, 2004–2005
- Neubau, Umbau, Renovierung und Innenausstattung zahlreicher Wohnhäuser und Villen in Wien und anderen Städten.[9]